# 亚历杭德罗·拉米雷斯
亚历杭德罗·拉米雷斯（西班牙語：Alejandro Ramírez），哥斯达黎加裔美国国际象棋棋手、国际象棋特级大师。

## 生平
拉米雷斯出生于哥斯达黎加首都圣何塞，4岁时开始学习国际象棋。2001年，13岁的拉米雷斯获得国际大师（IM）称号。2004年晋升为特级大师（GM），是中美洲首位国际象棋特级大师，同时在当时还是历史上第二年轻的特级大师。
2010年拉米雷斯在美国公开赛上夺冠，并于次年从哥斯达黎加国际象棋协会转至美国国际象棋协会。2013年，他在美国国际象棋锦标赛中以6½/9的成绩与加塔·卡姆斯基并列首位，但在加赛中不敌卡姆斯基而位居亚军。2018年国际象棋世界冠军赛期间，他曾是挑战者法比亚诺·卡鲁阿纳的助手。
2023年2月，女子特级大师珍妮弗·沙哈德公开指控拉米雷斯曾两次性侵犯过她。此后，美国国际象棋协会以及拉米雷斯所在的圣路易斯国际象棋俱乐部宣布对此事进行调查。3月6日，拉米雷斯从圣路易斯俱乐部与圣路易斯大学国际象棋队辞职。次日《华尔街日报》发表报道，采访了8位指控其行为不轨的女性，描述了他2011年以来的多次性骚扰与性侵犯行为。